# Korompay Péter
Korompay Péter (Nahács, 1623. június 24. – Bécs, 1690. május 12.) 1679-től váci, 1681-től egri, majd 1686-tól nyitrai püspök, királyi kancellár.

## Élete
Korompay Péter filozófiai és theologiai doktor volt, aki esztergomi kanonokkénht működött 1679. augusztus 21-ig, amikor váci püspökké nevezték ki. 1681. december 28-tól egri püspök lett, majd 1683 tavaszán praeconisáltatott Rómában. Ezután elfoglalta püspöki székét, de már az év júliusában Thököly Imre hadserege miatt Kassáról távozni kényszerült. 1687-ben nyitrai püspökké nevezték ki, 1690-ben hunyt el Bécsben.

## Művei
Korompay művei kéziratban maradtak fenn a nyitrai egyházmegyei könyvtárban: 
- Vegyes magyar és latin jegyzetek 1661–1686., 4-rét 124 levél; (ezek közt: Series Dnorum in V. Capitulo Strigoniensi existentium... usque ad annum 1620., összesen 20 kanonok; 1685. nov. 17-20. naplójegyzetei)
- Korompay jegyzőkönyve 1686–1688. 4-rét 117 levél; (ebben van: Compendium sive Extractus Propositionis Caes. Regiae. Ezen pontokat, melyekből I. Lipót őszinte szándéka, a magyar nemzettel kibékülni s az országnak régi alkotmányát visszaadni, kiderül, Korompay véleményével együtt, egész kiterjedésében közli Vágner)
- Korompay latin naplója 1687. szept. 22-től 1690. jan. 1-ig, 4-rét 181 levél, (Rövid jegyzetek: a kancelláriához érkezett kérvények, tanácskozások és királyi kihallgatások napjai, főrendi személyeknél lett hivatalos vagy magánlátogatásai, utazásai Pozsonyba, Nyitrára, a nála különféle ügyekben megfordult személyek nevei)
- Korompay jegyzőkönyve 1689–90. 4-rét 61 levél (A kancelláriánál elintézett ügydarabok, kérvények, azokra vonatkozó levelek másolatai.)